# غروی
غروی می‌تواند به افراد زیر اشاره کند:
- سید محمدجواد غروی، از مجتهدان و نویسندگان معاصر
- محمدعلی غروی، خطاط ثلث و رقعه و کتیبه نویس
- علی‌اصغر غروی، عضو شورای مرکزی حزب نهضت آزادی ایران و فرزند محمدجواد غروی
- فتح‌الله غروی اصفهانی، معروف به شیخ الشریعه اصفهانی، از مراجع تقلید شیعه
- میرزا مهدی اصفهانی (مهدی غروی اصفهانی)، از فقهای معاصر شیعه
- محمدحسین غروی اصفهانی، از عرفا و علمای معاصر
- میرزا علی غروی علیاری از فقهای شیعه
- جواد غروی علیاری، از مراجع تقلید شیعه
- محمدحسن غروی کوشالی، روحانی ایرانی
- شمس‌الدین علمی غروی
- محسن غرویان، روحانی ایرانی و پژوهشگر فلسفه اسلامی
- منوچهر غروی، رئیس سابق ایران خودرو
- رویا غروی، نویسنده ، کارگردان، تدوینگر و صدابردار
- احمد غروی ترشیزی، روحانی ایرانی و داماد شیخ اسماعیل محلاتی
- سید محمد غروی، روحانی ایرانی
- شیخ محمد مجتهد، شیخ محمد غروی، روحانی دینی معروف به شیخ محمد شریعت و شیخ محمد ترشیزی است و پدر شیخ احمد غروی است . نکته: با شیخ محمد غروی برنده کتاب سال اشتباه نشود.
- شیخ محمد غروی کاشانی، از علما و عرفای دینی